# Structure discrète
Pour les articles homonymes, voir Discret.
Cet article court présente un sujet plus développé dans : Continu et discret.
En mathématiques et plus généralement dans le discours scientifique, une structure discrète est une structure formée de points épars, isolés les uns des autres. Le concept s'oppose à celui de structure continue dans laquelle les points ne sont pas individualisés.
Le réseau formé des points du plan à coordonnées entières en est un exemple particulièrement typique.

## Note et référence
1. ↑  (en) William Timothy Gowers (dir.), The Princeton Companion to Mathematics, Princeton et Oxford, Princeton University Press, 2008, 1034 p. (ISBN 978-0-691-11880-2, lire en ligne), p. 6, y compris pour l'exemple. Le terme de « structure » a été repris de cette source (qui écrit aussi « objet discret »), mais ne semble pas d'usage prépondérant par rapport à d'autres termes généraux, ainsi « espace discret », « ensemble discret », « système discret ».